# Ivan Nepomuk
Sveti Ivan Nepomuk, rodnim imenom Jan Wolfin (Nepomuk kraj Plzena, oko 1345. – Prag, 20. ožujka 1393.), češki katolički svećenik, mučenik i svetac, zaštitnik Češke i Praga. Spomendan mu je 16. svibnja.

## Životopis
Kao dijete bio je smrtno bolestan, a ozdravio je nakon molitvi svojih roditelja, koji su ga posvetili Bogu poslije njegovog ozdravljenja. Bio je svećenik čije su propovijedi obratile mnoge ljude. Na dvoru kralja Vaclava IV. radio je kao savjetnik i odvjetnik siromašnih. Kod njega se ispovijedala kraljica koju je savjetovao da strpljivo podnosi težak karakter svoga supruga. Kralj je želio znati što kraljica govori za vrijeme ispovijedi, no sv. Ivan Nepomuk uporno je to odbijao, obdržavajući ispovjednu tajnu. Zatvoren je u tamnici i nakon upornog odbijanja ubijen 20. ožujka 1393. godine. Tijelo su mu zapalili, zavezali za kotač i bacili s mosta u rijeku Vltavu. Tu noć sedam zvijezda palo je iznad toga mjesta.

## Štovanje
Papa Inocent XIII. proglasio ga je blaženim 31. svibnja 1721., a Benedikt XIII. svetim 19. ožujka 1729.
Njegov kip nalazi se na Karlovu mostu u Pragu i na mnogim drugim mostovima, a tijelo u katedrali sv. Vida u Pragu. Njegova slika u umjetnosti, simbol je sakramenta sv. ispovijedi. Zaštitnik je Češke, grada Praga, ispovjednika, graditelja mostova, kraljica, siromašnih i protiv poplava.
Crkve s njegovim imenom nalaze se u Omišu (zaštitnik grada), Glini, Saborskom, Stupniku (župna crkva sv. Ivana Nepomuka), Vrbovskom i Pakracu. U parku u centru Bjelovara postavljeni su kipovi četiri svetaca, od kojih je jedan kip sv. Ivana Nepomuka. Zaštitnik je i grada Slavonskog Broda.